# Armel Sayo
Armel Sayo é um militar e político centro-africano. Foi Ministro da Juventude e dos Esportes da República Centro-Africana de 22 de agosto de 2014 a 11 de abril de 2016.

## Biografia
É filho biológico de Robert Sayo, contador, e filho adotivo de Simon Bédaya-Ngaro, médico e político.

### Carreira militar
Em fevereiro de 2006, foi sequestrado, junto com seu pai e mãe adotivos, bem como seus irmãos mais novos, por rebeldes chadianos e centro-africanos. Depois que eles saem, disfarça Ngaro de mulher e o leva para a Embaixada da Nigéria na República Centro-Africana, em Bangui.
Em seguida, tornou-se diretor de segurança do presidente Ange-Félix Patassé, que também foi o último marido de sua mãe.
Dirige a União das Forças Armadas Centro-Africanas para a Restauração da Democracia (UFACARD) ao lado do General Abdoulaye Miskine. Ele também está à frente de um dos componentes da União, o Comitê Nacional para a Restauração da Democracia (CNRD).
Posteriormente comandará as Forças Especiais da Revolução e Justiça (FS-RJ). Aliou-se então a François Toussaint, um mercenário belga. Ambos se opõem veementemente ao Seleka.

### Carreira política
Em agosto de 2014, foi nomeado Ministro da Juventude e dos Esportes da República Centro-Africana no primeiro governo de Mahamat Kamoun. Foi confirmado em suas funções no segundo governo em 16 de janeiro de 2015.
Em 25 de janeiro de 2015, enquanto dirigia para a igreja com sua esposa Nicaise Danielle e seu irmão, foi sequestrado por um grupo de homens armados no oitavo arrondissement de Bangui.  Os sequestradores são anti-balakas exigindo a libertação de seu líder "General Andilo" (Rodrigue Ngaibona) em troca da liberação do ministro. Armel Sayo foi finalmente libertado em 11 de fevereiro.
Sayo tornou-se Ministro das Reformas do Estado em fevereiro de 2019, após um acordo de paz entre o governo central e vários grupos armados (incluindo Revolução e Justiça). Ele foi destituído do cargo em março de 2021, acusado de apoiar a rebelião.